# Мачахлисцкали
Мачахлисцкали (Угур, груз. მაჭახელისწყალი) или Маджахел (тур. Maçahel Suyu) — река, протекающая из провинции Артвин в Турции до автономной республики Аджария в Грузии.

## Описание
Питание реки: дождевое, снеговое, подземными источниками. Длина — 37 км. Площадь водосборного бассейна — 369 км². Средний расход — 20,8 м³/с.
Мачахлисцкали впадает в реку Чорох.

## Долина Мачахели
В долине реки Мачахели, в верхней её части, расположено 6 турецких деревень. Центральное поселение — Джамили (до 1925 года — Хертвис). Этот район известен в Турции благодаря пчеловодству и высокому качеству мёда.
Со стороны Аджарии расположено 12 деревень. Рядом с одной из них, Марал, расположен одноимённый водопад.
Жители турецкой части долины, расположенной вдоль реки Мачахлисцкали, каждую зиму оказываются отрезанными от остальной части Турции из-за сильных снегопадов. Если кому-либо из жителей требуется медицинская помощь, он вынужден совершать длительный переход через грузинскую часть долины, а затем снова пересекать границу в другой точке.